# Xie Siyi
Xie Siyi (谢思埸S Xiè SīyìP; Shantou, 28 marzo 1996) è un tuffatore cinese.

## Carriera
Specializzato nei tuffi dal trampolino, in carriera ha vinto la medaglia d'oro ai Giochi Olimpici di Tokyo 2020 nel trampolino 3 m (individuale e sincro). Ai successivi Giochi Olimpici di Parigi 2024, ha confermato l'oro individuale nel trampolino 3m, diventando il secondo cinese dopo Xiong Ni a vincere due ori consecutivi nella specialità (Atlanta 1996 e Sydney 2000) e il terzo tuffatore in assoluto dopo l'americano Greg Louganis (Los Angeles 1984 e Seoul 1988) e Ni. 
Ai Campionati mondiali di nuoto di Kazan' 2015 ha vinto l'oro nel concorso del trampolino 1 metro mentre a Budapest 2017 ha vinto la medaglia d'oro nel trampolino 3 m e l'argento nel sincro 3 m. A Gwangju 2019, Xie è riuscito a conquistare 2 medaglie d'oro, confermando il titolo nell'individuale sul trampolino 3 metri e vincendo il primo titolo iridato nel sincro 3 m.

## Palmarès
- Giochi olimpici

Tokyo 2020: oro nel trampolino 3m, nel sincro 3m.
Parigi 2024: oro nel trampolino 3m.
- Mondiali

Kazan' 2015: oro nel trampolino 1m, bronzo nel team event.
Budapest 2017: oro nel trampolino 3m, argento nel sincro 3m.
Gwangju 2019: oro nel trampolino 3m, nel sincro 3m.
Doha 2024: argento nel trampolino 3m.
- Giochi asiatici

Giacarta 2018: oro nel trampolino 3m e nel sincro 3m.
- Campionati asiatici

Tokyo 2016: oro nel sincro 3m.
- Giochi militari

Wuhan 2019: oro nel trampolino 3m, nel sincro 3m e nella gara a squadre.

### Coppa del Mondo
- Vincitore della Coppa del Mondo del trampolino 3m nel 2018
- Vincitore della Coppa del Mondo del sincro 3m nel 2018

## Riconoscimenti
- Atleta dell'anno FINA: 2019, 2021